# Station Polna
Station Polna is een spoorwegstation in de Poolse plaats Polna.